# Bulbophyllum citrellum
Bulbophyllum citrellum är en orkidéart som beskrevs av Henry Nicholas Ridley. Bulbophyllum citrellum ingår i släktet Bulbophyllum och familjen orkidéer. Inga underarter finns listade i Catalogue of Life.